# Dasyhelea arciforceps
Dasyhelea arciforceps är en tvåvingeart som beskrevs av Tokunaga 1940. Dasyhelea arciforceps ingår i släktet Dasyhelea och familjen svidknott. Inga underarter finns listade i Catalogue of Life.